# Vale de Figueira (Tabuaço)
Vale de Figueira é uma povoação portuguesa do Município de Tabuaço que foi sede da extinta Freguesia de Vale de Figueira, freguesia que tinha 4,71 km² de área e 146 habitantes (2011), e, por isso, uma densidade populacional de 31,0 hab/km².
Em 2013, no âmbito da reforma administrativa, a Freguesia de Vale de Figueira foi agregada à Freguesia de Pinheiros, criando-se a União de Freguesias de Pinheiros e Vale de Figueira.
Enquanto aldeia e com alguns traços beirãos, já existia no séc. XIII. Encontra-se rodeada por belos campos onde se cultiva o centeio, lavram-se as hortas e apanha-se a baga do sabugueiro. Diversas figueiras, que justamente emprestaram o nome à povoação, ladeiam os caminhos.
Para os apreciadores da arqueologia portuguesa, é interessante notar que alguns tesouros arqueológicos têm sido encontrados nesta freguesia, como por exemplo uma cabeça de guerreiro esculpida em granito, provavelmente da Idade do Ferro, o lagar romano/medieval do Negrio, ou ainda a Estátua-Menir do Alto da Escrita, esculpida provavelmente entre o Período Calcolítico e a Idade do Bronze.
Há dados que comprovam que no século XIII Vale de Figueira já existia como aldeia. A Igreja matriz, de invocação a Nossa Senhora da Apresentação, no entanto, só foi construída no séc. XVII, sofrendo obras sucessivas desde o séc. XVII ao séc. XIX. A sua  arquitectura é tipicamente religiosa, maneirista, barroca e rococó.
O cruzeiro de Vale de Figueira é datado de 1697 e está inserido no muro que delimita o adro, mesmo ao lado de uma fonte oitocentista.  
Ainda nos séculos XVIII e XIX era designada Vale de Figueira-a-Nova. No século XVI estava integrada no couto de Leomil, estando sujeita, paroquial e administrativamente, ao concelho de Chavães, até 1834. Passou depois para a jurisdição administrativa de Barcos até à sua supressão pelos Decretos de 10 de Outubro de 1844 e 24 de Outubro de 1855. A constituição da freguesia deu-se no século XVIII. A paróquia de Vale Figueira data de finais de 1764. Pertenceu ao extinto concelho de Barcos e, seguidamente, ao actual concelho (atual município).

## População
| População da freguesia de Vale de Figueira | População da freguesia de Vale de Figueira | População da freguesia de Vale de Figueira | População da freguesia de Vale de Figueira | População da freguesia de Vale de Figueira | População da freguesia de Vale de Figueira | População da freguesia de Vale de Figueira | População da freguesia de Vale de Figueira | População da freguesia de Vale de Figueira | População da freguesia de Vale de Figueira | População da freguesia de Vale de Figueira | População da freguesia de Vale de Figueira | População da freguesia de Vale de Figueira | População da freguesia de Vale de Figueira | População da freguesia de Vale de Figueira |
| ------------------------------------------ | ------------------------------------------ | ------------------------------------------ | ------------------------------------------ | ------------------------------------------ | ------------------------------------------ | ------------------------------------------ | ------------------------------------------ | ------------------------------------------ | ------------------------------------------ | ------------------------------------------ | ------------------------------------------ | ------------------------------------------ | ------------------------------------------ | ------------------------------------------ |
| 1864                                       | 1878                                       | 1890                                       | 1900                                       | 1911                                       | 1920                                       | 1930                                       | 1940                                       | 1950                                       | 1960                                       | 1970                                       | 1981                                       | 1991                                       | 2001                                       | 2011                                       |
| 222                                        | 243                                        | 250                                        | 253                                        | 239                                        | 205                                        | 218                                        | 234                                        | 261                                        | 225                                        | 168                                        | 184                                        | 192                                        | 146                                        | 146                                        |

| Distribuição da População por Grupos Etários | Distribuição da População por Grupos Etários | Distribuição da População por Grupos Etários | Distribuição da População por Grupos Etários | Distribuição da População por Grupos Etários | Distribuição da População por Grupos Etários | Distribuição da População por Grupos Etários | Distribuição da População por Grupos Etários | Distribuição da População por Grupos Etários | Distribuição da População por Grupos Etários |
| -------------------------------------------- | -------------------------------------------- | -------------------------------------------- | -------------------------------------------- | -------------------------------------------- | -------------------------------------------- | -------------------------------------------- | -------------------------------------------- | -------------------------------------------- | -------------------------------------------- |
| Ano                                          | 0-14 Anos                                    | 15-24 Anos                                   | 25-64 Anos                                   | > 65 Anos                                    |                                              | 0-14 Anos                                    | 15-24 Anos                                   | 25-64 Anos                                   | > 65 Anos                                    |
| 2001                                         | 29                                           | 24                                           | 73                                           | 20                                           |                                              | 19,9%                                        | 16,4%                                        | 50,0%                                        | 13,7%                                        |
| 2011                                         | 19                                           | 20                                           | 75                                           | 32                                           |                                              | 13,0%                                        | 13,7%                                        | 51,4%                                        | 21,9%                                        |

Média do País no censo de 2001:  0/14 Anos-16,0%; 15/24 Anos-14,3%; 25/64 Anos-53,4%; 65 e mais Anos-16,4%
Média do País no censo de 2011:   0/14 Anos-14,9%; 15/24 Anos-10,9%; 25/64 Anos-55,2%; 65 e mais Anos-19,0%

## Património
- Igreja de Vale de Figueira;
- Capela do Senhor da Agonia, junto ao cemitério.